# Tiziana Tosca Donati
Pour les articles homonymes, voir Donati et Tosca (homonymie).
Tiziana Tosca Donati mieux connue sous son nom d'artiste de Tosca (née à Rome le 29 août 1967 est une chanteuse italienne.

## Biographie
C'est dans un piano bar de Rome que Tosca fut repérée par Renzo Arbore, c'est grâce à lui qu'elle participera à l'émission Il caso Sanremo.
En 1992, paraît son premier album éponyme et elle participe au Festival de Sanremo dans la catégorie des nouvelles propositions avec la chanson Cosa farà Dio di me
En 1994, elle participe à la tournée de Lucio Dalla avec lequel elle interprète en duo la chanson Rispondimi.
Entre 1994 et 1996, elle collabore à des duos avec Richard Cocciante (L'amore esiste ancora), Renato Zero (Inventi) et Ron (Vorrei incontrarti fra cent'anni) avec lequel elle participe et gagne le Festival de Sanremo en 1996.
En 1997, elle participe au Festival de Sanremo avec la chanson Nel Respiro più grande, chanson écrite par Ron et Susanna Tamore. La même année, elle remporte le Targa Tenco en tant que meilleure interprète pour l'album Incontri e passaggi, album contenant des chansons écrites par des artistes tels que Lucio Dalla, Chico Buarque de Holanda (Facendo i conti), Grazia Di Michele, Ennio Morricone, Mariella Nava (La differenza)
Durant la période de Noël 1996, elle participe à des concerts dans des églises d'Italie où elle interprète des chants en Latin mis en musique par Vincenzo Zitello et Stefano Melone. Une collaboration avec le Vatican s'ensuit et elle participe à des programmes télévisés pour le Jubilé. Elle est choisie par le Vatican pour interpréter Mater Iubilaei, hymne Marian en 2000. Elle fait aussi une prestation dans la grotte de Lourdes en mai 1999. En 2000, Tosca continue son chemin dans les églises et cathédrales d'Italie mais aussi de l'étranger pour interpréter Musica Caeli.
En 2005, débute sous la régie de Massimo Venturiello, dans le spectacle Romana en hommage à Gabriella Ferri
et en 2007, elle retourne au Festival de Sanremo pour interpréter Il terzo fuochista.
Tosca est aussi connue pour jouer dans diverses adaptations théâtrales telles que Sette spose per sette fratelli (Les Sept Femmes de Barbe-Rousse), Sto bene al mondo, Gastone, La Strada.
En octobre 2019 sort l'album Morabeza, produit par Joe Barbieri, sort en octobre 2019, dans lequel il y a des collaborations avec Ivan Lins, Luísa Sobral, Cezar Mendes, Arnaldo Antunes, Cyrille Aimée, Lenine, Vincent Segal, Awa Ly, Gabriele Mirabassi, Nicola Stilo et Lotfi Bouchnak.
En 2020, elle participe au Festival de Sanremo avec la chanson Ho amato tutto, chanson écrite par Pietro Cantarelli, grâce à laquelle elle remporte le prix Bigazzi décerné par l'orchestre pour la meilleure composition musicale, se classant sixième du classement final. Elle remporte également la soirée consacrée aux couvertures, avec une version de Piazza Grande de Lucio Dalla, interprétée avec la chanteuse espagnole Silvia Pérez Cruz.

## Discographie

### Albums
- 1992 - Tosca
- 1993 - Attrice
- 1996 - L'altra Tosca
- 1997 - Incontri e passaggi
- 2000 - Musica Caeli
- 2002 - Sto bene al mondo
- 2005 - Semo o nun semo
- 2006 - Romana
- 2007 - Romana (Sanremo Edition)
- 2008 - Gastone
- 2008 - La strada
- 2012 - Il borghese gentiluomo
- 2014 - Il suono della voce
- 2017 - Appunti Musicali dal Mondo
- 2019 - Morabeza

### Collaborations Bandes originales de films
- 1996 : Jane Eyre (version de Franco Zeffirelli)
- 1997 : Anastasia (version italienne en duo avec Fiorello)